# Eugène Verboeckhoven

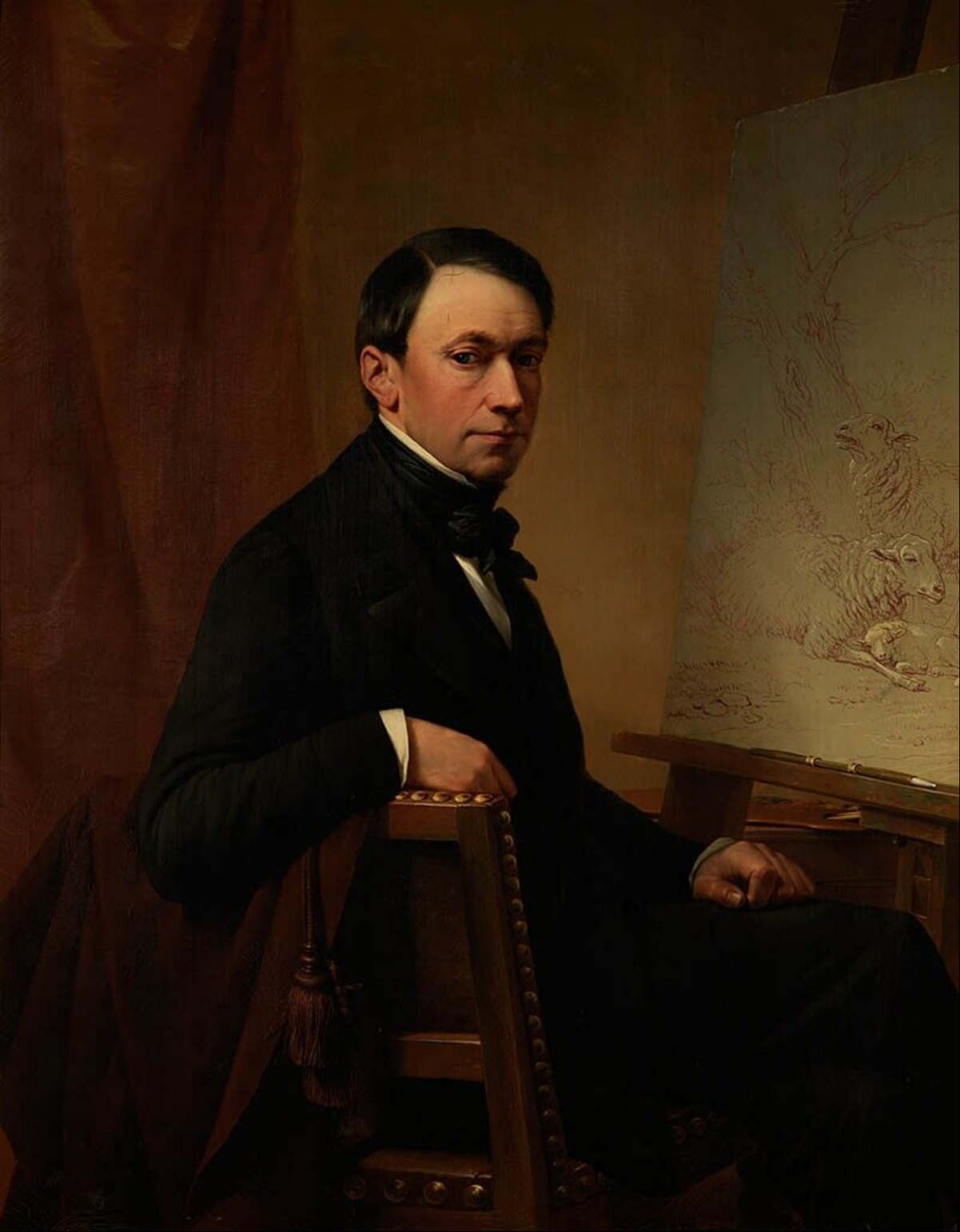
Selbstporträt, 1854

Eugène Joseph Verboeckhoven (* 9. Juni 1798 in Warneton/Waasten in Westflandern (heute Hennegau); † 19. Januar 1881 in Schaerbeek/Schaarbeek) war ein belgischer Landschafts- und Tiermaler, Porträtist, Aquarellist, Bildhauer, Radierer, Lithograf und Museumsdirektor.

## Leben
Verboeckhoven lernte Zeichnen und Bossieren bei seinem Vater Barthélemy Verboeckhoven, einem Bildhauer (* 1759; † 1840 in Brüssel). Sein Bruder war der Marinemaler Charles-Louis Verboeckhoven (1802–1889).

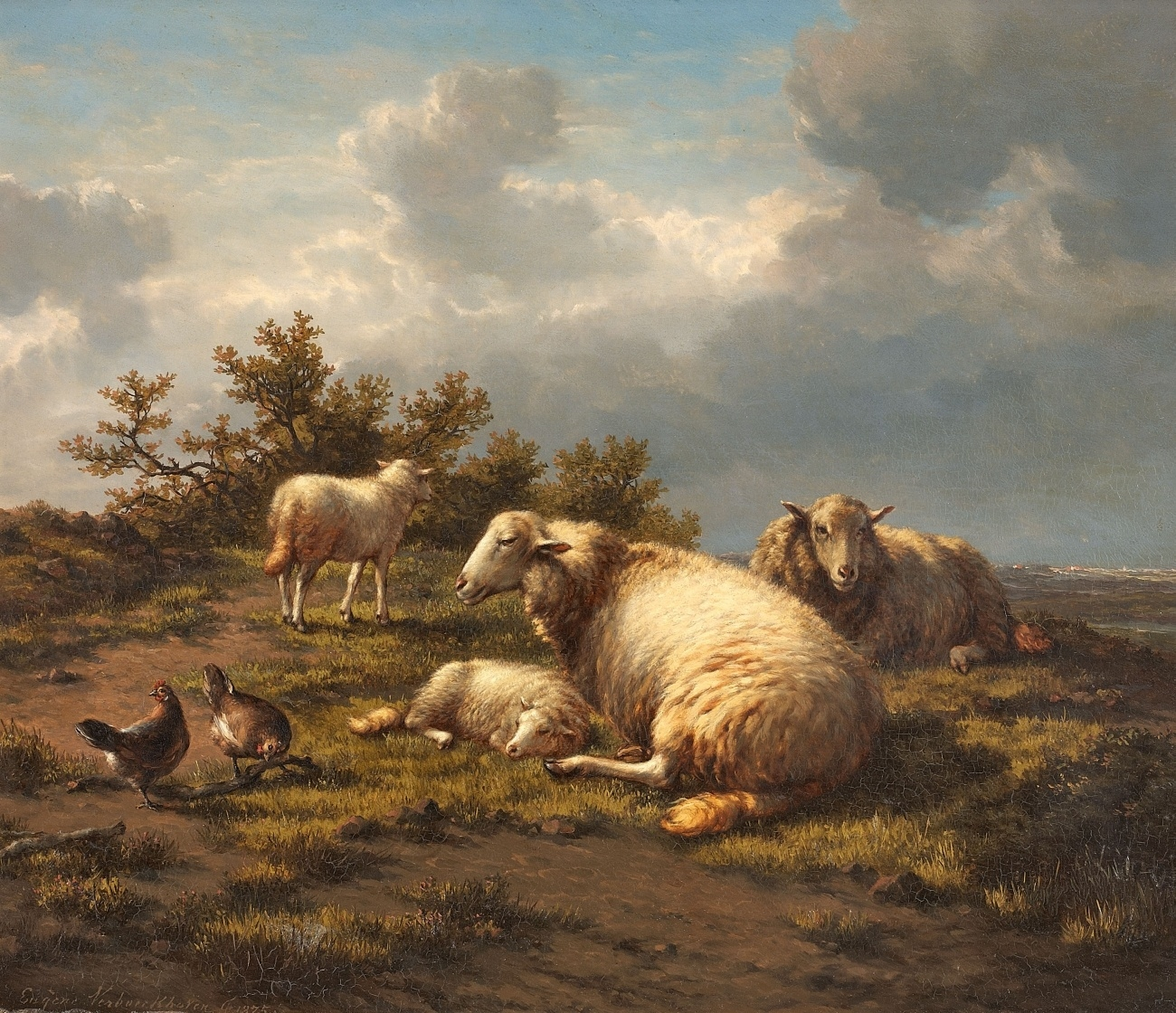
Landschaft mit Schafen und Hühnern

Bekannt wurde Eugène Verboeckhoven 1821 durch den Viehmarkt in Gent (De Beestenmarkt te Gent), ein großes Gemälde, bei dem er für Pieter-Frans De Noter (1779–1842) die Tierstaffage ausführte. 1847 gründete er ein Atelier in Brüssel, aus welchem eine große Zahl von Tierstücken, besonders von Landschaften mit Schafen, hervorging. Kennzeichnend hierfür war sorgfältige Zeichnung und elegante, glatte Malerei. In den 1850er Jahren berühmt für seine graziöse Darstellung der Paarhufer, wurde er später durch die realistische Richtung in den Hintergrund gedrängt. Verboeckhoven hat auch 22 Blätter mit Tierstücken radiert.
Neben singulären Werken arbeitete er an einigen Gemälden zusammen mit den Malern Jan Baptiste de Jonghe, Willem Bodeman, Louis Pierre Verwee und Henry Campotosto. Verboeckhoven unternahm Studienreisen nach Deutschland – 1828 besuchte er Düsseldorf – und nach England, später auch nach Frankreich und Italien. Er starb am 19. Januar 1881.
Im Dezember 1845 wurde er zum Mitglied der Académie royale des Sciences, des Lettres et des Beaux-Arts de Belgique (Classe des Beaux-Arts) gewählt.